# Žaškov
Žaškov es un municipio del distrito de Dolný Kubín en la región de Žilina, Eslovaquia, con una población estimada a final del año 2024 de 1621 habitantes.
Se encuentra ubicado en el centro de la región, cerca del curso alto del río Váh (cuenca hidrográfica del Danubio) y de la frontera con la República Checa y Polonia.

## Demografía
| Año        | 1994 | 2004    | 2014    | 2024    |
| ---------- | ---- | ------- | ------- | ------- |
| Población  | 1732 | 1705    | 1592    | 1621    |
| Diferencia |      | −1,55 % | −6,62 % | +1,82 % |

| Año        | 2023 | 2024    |
| ---------- | ---- | ------- |
| Población  | 1641 | 1621    |
| Diferencia |      | −1,21 % |